# 창평초등학교 유곡분교
창평초등학교 유곡분교는 전라남도 담양군 창평면 절산길 27 (유곡리)에 있었던 분교이다.

## 연혁
- 1939년 5월 22일 창평공립심상소학교 부설 유곡간이학교 개설
- 1943년 4월 10일 창평북공립국민학교 개교
- 1950년 4월 1일 창평북국민학교 개칭
- 1996년 3월 1일 창평북초등학교로 개칭
- 1998년 3월 1일 창평초등학교 유곡분교장 격하
- 2002년 9월 1일 본교로 통합